# KISCO홀딩스
KISCO홀딩스 주식회사(영어: KISCO Holdings)는 KISCO(한국철강)그룹을 지배하는 지주회사이다.

## 논란
2023년 KISCO홀딩스가 이스트스프링의 허위 주주권 행사로 인해 혼란에 빠졌다.
의결권 행사 문제로 잘못 선임된 KISCO홀딩스 감사위원의 직무를 정지하라고 법원이 결정한 바 있다.